# Эксгаустер (системы пожаротушения)

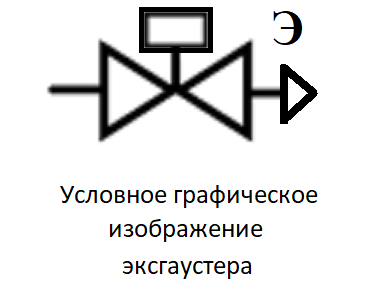

Эксгаустер — устройство, предназначенное для сброса давления воздуха в спринклерных воздушных установках пожаротушения. Питающие трубопроводы систем данного вида заполнены воздухом и осуществляют подачу огнетушащего вещества (ОТВ), например, воды, к очагу возгорания после срабатывания спринклерного оросителя. Использование данных элементов пожарной автоматики позволяет значительно улучшить скорость подачи ОТВ воздушных систем и приблизить их по быстродействию к водозаполненным.
Эксгаустеры, наряду с акселераторами, применяются в воздушных автоматических установках пожаротушения (АУП), если расчётное время их срабатывания больше 180 с.

## Принцип действия
Эксгаустер предназначен для сброса давления воздуха, препятствующего подаче ОТВ к очагу возгорания, в спринклерных, воздушных установках пожаротушения. Открытие электромагнитного клапана эксгаустера происходит после подачи управляющего сигнала от установки пожаротушения (срабатывания воздушного сигнального клапана, вызванное срабатыванием спринклерного оросителя) или от системы автоматической пожарной сигнализации. Сброс давления воздуха из питающих и распределительных трубопроводов осуществляется до момента заполнения их огнетушащим веществом. Закрытие электромагнитного клапана выполняется автоматически, после поступления ОТВ к месту установки эксгаустера, в том числе при наличии управляющего сигнала. Для эффективности действия эксгаустер устанавливается на питающем или распределительном трубопроводе в месте наибольшего удаления от узла управления. При этом выбор места установки должен учитывать удалённость от узла управления как по высоте, так и расстояние в горизонте.

## Обозначение эксгаустеров
Обозначение эксгаустеров должно иметь следующую структуру:
1. Вид — эксгаустер (Э). Для устройств, использующих похожий принцип работы и область применения — акселератор (А) и гидроускоритель (Гу);
2. Условный диаметр, мм;
3. Максимальное рабочее давление, МПа;
4. Рабочее положение на трубопроводе (В, Г, У) (соответственно: вертикальные (В), горизонтальные (Г), универсальные (У));
5. Тип соединения с арматурой (Ф, М, Ш, Х, ФМ, ФШ, … ХШ) (соответственно: фланцевое (Ф), муфтовое (М), хомутами (Х), а также комбинация типов соединения);
6. Климатическое исполнение по ГОСТ 15150;
7. Категория размещения по ГОСТ 15150;
8. Условное наименование (тип) по ТД.

## Техническое обслуживание
Техническое обслуживание эксгаустера должно проводиться:
— ежедневно, путём внешнего осмотра на отсутствие видимых механических повреждений, и проверки герметичности соединений;
— ежеквартальное техническое обслуживание. Выполняется путём внешнего осмотра, проверка крепёжных элементов, уплотнителей, наличие следов коррозии, протечек, а также устранение видимых дефектов, и устранение недостатков. При необходимости произвести проверку работоспособности эксгаустера, путём пробного пуска, но не реже одного раза в полгода.